# Tim McKee
Alexander Timothy McKee, detto Tim (Ardmore, 14 marzo 1953), è un ex nuotatore statunitense.
Specializzato nel dorso e nei misti, ha vinto tre medaglie d'argento delle Olimpiadi: nei 200 m e 400 m misti alle Olimpiadi di Monaco 1972 e nei 400 m misti a Montreal 1976.

È diventato uno dei Membri dell'International Swimming Hall of Fame.

## Palmarès
- Olimpiadi

Monaco 1972: argento nei 200m e 400m misti.
Montreal 1976: argento nei 400m misti.
- Giochi panamericani

1971 - Cali: argento nei 200m dorso.